# Collarada
La Collarada è un picco dei Pirenei di 2.886 m di altezza, situato nella comarca aragonese della Jacetania (Spagna), di cui costituisce il rilievo più elevato. Fa parte degli spazi naturali protetti dalla Comunità Europea e, dal 2010, delle Zone di Speciali Conservazione (Zonas de Especial Conservación) d'Aragona.

## Geografia, geologia e ambiente
La montagna è interamente compresa nel territorio comunale di Villanúa, a pochi chilometri dalla frontiera con la Francia. È costituita in massima parte da rocce calcaree e presenta numerose formazioni carsiche. Col tempo si è venuto infatti a creare un complesso sistema di grotte interne, di fosse, di precipizi, percorsi da ruscelli o occupati da piccoli laghi, uno dei quali è situato nella parte centrale del rilievo. Di particolare suggestione e meta di gite organizzate ed escursioni sono la Cueva de las Güixas, nota anche come Grutas Viejas, la Fuente Candalo, la Fosa Vernero e la Fosa del Infierno, che ha una profondità di oltre settecento metri e una lunghezza di quasi due chilometri e mezzo.

## Turismo e manifestazioni sportive
Sulle dorsali (soprattutto su quella meridionale) e sulle pendici della Collarada vengono praticati anche sport di vario tipo: alpinismo, ciclismo di montagna e sci. Fra la seconda metà degli anni novanta e i primi anni del decennio successivo vi si sono svolte anche competizioni di biathlon (in bicicletta e a piedi) che, partendo da Sabiñánigo, nell'Alto Gállego, raggiungevano la cima della montagna, lungo un percorso irto di difficoltà che si snodava per circa trenta chilometri all'andata e per altrettanti al ritorno.